# Mecysmaucheniidae
Famille
Les Mecysmaucheniidae sont une famille d'araignées aranéomorphes.

## Distribution

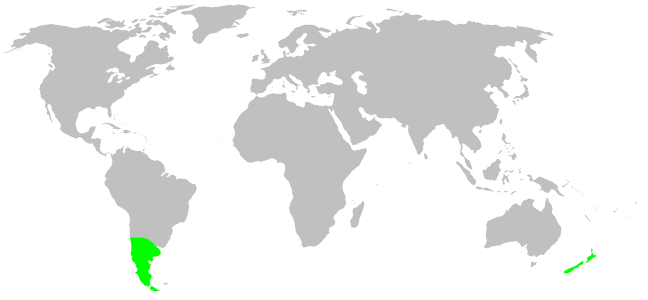
Distribution

Les espèces de cette famille se rencontrent dans le Sud de l'Amérique du Sud et en Nouvelle-Zélande.

## Paléontologie
Cette famille est connue depuis le Crétacé.

## Liste des genres
Selon World Spider Catalog (version 24, 17/03/2023) :
- Aotearoa Forster & Platnick, 1984
- Chilarchaea Forster & Platnick, 1984
- Mecysmauchenioides Forster & Platnick, 1984
- Mecysmauchenius Simon, 1884
- Mesarchaea Forster & Platnick, 1984
- Semysmauchenius Forster & Platnick, 1984
- Zearchaea Wilton, 1946

Selon World Spider Catalog (version 23.5, 2023) :
- † Archaemecys Saupe & Selden, 2009
- † Palaeozearchaea Wunderlich, 2021

## Systématique et taxinomie
Cette famille a été décrite par Simon en 1895 comme une sous-famille des Archaeidae.
Cette famille rassemble 25 espèces dans sept genres actuels.

## Publication originale
- Simon, 1895 : Histoire naturelle des araignées. Paris, vol. 1, p. 761-1084 (texte intégral).